# Campionati italiani di winter triathlon del 2004
I Campionati italiani di winter triathlon del 2004 (VI edizione) sono stati organizzati dalla Federazione Italiana Triathlon e si sono tenuti a Campodolcino in Lombardia, in data 11 gennaio 2004.
Tra gli uomini ha vinto Luca Bonazzi (Triathlon Bergamo), mentre la gara femminile è andata per la seconda volta consecutiva a Stefania Bonazzi (Silca Ultralite).

## Risultati

### Élite uomini
| Pos. | Atleta               | Società sportiva             | Corsa   | Bici    | Sci di fondo | Totale  |
| ---- | -------------------- | ---------------------------- | ------- | ------- | ------------ | ------- |
|      | Luca Bonazzi         | Triathlon Bergamo            | 0:25:36 | 0:43:12 | 0:26:01      | 1:34:49 |
|      | Anton Steiner        | Malles Triathlon             | 0:26:14 | 0:43:37 | 0:25:21      | 1:35:12 |
|      | Daniel Antonioli     | Forze Armate Triathlon       | 0:25:34 | 0:43:24 | 0:26:50      | 1:35:48 |
| 4    | Oswald Weisenhorn    | Malles Triathlon             | 0:25:38 | 0:44:45 | 0:27:30      | 1:37:53 |
| 5    | Giuseppe Lamastra    | Forze Armate Triathlon       | 0:26:05 | 0:44:27 | 0:27:34      | 1:38:06 |
| 6    | Walter Polla         | Triathlon Alto Adige         | 0:26:23 | 0:49:47 | 0:30:09      | 1:46:19 |
| 7    | Bernard Capitani     | Malles Triathlon             | 0:28:03 | 0:51:01 | 0:27:49      | 1:46:53 |
| 8    | Guido Ricca          | Triathlon Cremona Stradivari | 0:27:51 | 0:49:31 | 0:30:32      | 1:47:54 |
| 9    | Pietro Riva          | Triathlon Lecco              | 0:28:07 | 0:53:58 | 0:28:32      | 1:50:37 |
| 10   | Giorgio Paoli        | CUS Trento CTT               | 0:28:20 | 0:51:03 | 0:32:28      | 1:51:51 |
| 11   | Fabio Cordioli       | Fumane Triathlon             | 0:29:46 | 0:55:06 | 0:31:29      | 1:56:21 |
| 12   | Roberto Cillani      | Pasta Granarolo              | 0:30:25 | 0:52:24 | 0:36:19      | 1:59:08 |
| 13   | Mirco Zanetti        | Padova Triathlon             | 0:31:41 | 0:54:14 | 0:34:05      | 2:00:00 |
| 14   | Roberto De Marcellis | Triathlon Lecco              | 0:31:05 | 0:55:34 | 0:34:42      | 2:01:21 |
| 15   | Bais Massimo         | Carraro Team                 | 0:29:46 | 1:00:35 | 0:33:45      | 2:04:06 |
| 16   | Giovanni Redaelli    | Triathlon Lecco              | 0:31:05 | 0:56:14 | 0:37:00      | 2:04:19 |
| 17   | Massimo Faifer       | Friesian Team                | 0:32:50 | 0:54:46 | 0:39:19      | 2:06:55 |
| 18   | Maurizio Borgonovo   | Triathlon Team Brianza       | 0:32:03 | 1:04:52 | 0:38:20      | 2:15:15 |
| 19   | Graziano Bortolotto  | Triathlon Team Brianza       | 0:28:38 | 0:57:30 | 0:49:13      | 2:15:21 |
| 20   | Giuseppe D'Introno   | Triathlon Lecco              | 0:32:06 | 1:01:54 | 0:41:26      | 2:15:26 |

### Élite donne
| Pos. | Atleta            | Società sportiva    | Corsa   | Bici    | Sci di fondo | Totale  |
| ---- | ----------------- | ------------------- | ------- | ------- | ------------ | ------- |
|      | Stefania Bonazzi  | Silca Ultralite     | 0:29:10 | 0:52:50 | 0:33:58      | 1:55:58 |
|      | Giuliana Lamastra | Valle d'Aosta       | 0:30:25 | 0:56:20 | 0:33:42      | 2:00:27 |
|      | Veronica Chiusole | Maranello Triathlon | 0:31:24 | 1:00:49 | 0:37:36      | 2:09:49 |
| 4    | Elena Micheli     | Triathlon Lecco     | 0:32:23 | 1:11:44 | 0:49:13      | 2:33:20 |
| 5    | Ferrario Federica | Friesian Team       | 0:38:07 | 1:26:41 | 0:51:45      | 2:56:33 |